# Elmar Valiyev
Elmar Rüstəm oğlu Valiyev, plus communément appelé Elmar Valiyev (en azéri : Elmar Vəliyev), né le 3 octobre 1960 à Yevlakh (République socialiste soviétique d’Azerbaïdjan), est un ingénieur de formation et un homme politique azerbaïdjanais. Il a occupé les fonctions de chef de l'exécutif de la ville de Ganja durant une période marquée par une tentative d'assassinat et des controverses politiques.

## Biographie

#### Formation et carrière
De 1979 à 1986, il a étudié à l’Université de technologie d’Azerbaïdjan. Il est diplômé de l’Université technique d'Azerbaïdjan en tant qu’ingénieur mécanique. De 1997 à 2001, il a poursuivi des études à l’Université d’État de Bakou, où il a obtenu, en 2001, un diplôme en droit en tant que juriste spécialisé.
Il a commencé sa carrière professionnelle en 1982 à la direction de la construction routière de la ville de Yevlakh. Jusqu’en 1983, il y a travaillé comme réparateur ; de 1983 à 1989, il a été ingénieur à l’usine de confection de Gandja ; et de 1989 à 1994, il a occupé le poste d’organisateur au Comité central des syndicats de la République d’Azerbaïdjan.
En 2011, il est nommé à la tête de l'administration de la ville de Ganja.

## Tentative d’assassinat et révocation
Le 3 juillet 2018, une tentative d’assassinat est perpétrée contre lui à Ganja. Blessé dans l’attaque alors qu’il était aux commandes de la municipalité, il survit mais son garde du corps succombe à ses blessures,.
Différentes versions circulaient concernant le motif de l’événement. Beaucoup allaient même jusqu’à déclarer Yunis Safarov « héros ayant pris la revanche des habitants de Ganja ». Dans une déclaration diffusée au nom d’une femme prétendument son épouse, l’acte de Yunis Safarov était présenté comme une tentative de « venger l’Imam Hussein ».
À la suite de cet événement, il est relevé de ses fonctions par le président Ilham Aliyev à la fin du mois d’août 2018,.

## Distinction
Le 27 novembre 2017, il est décoré de l’Ordre "Pour service à la patrie de 2ᵉ degré" pour ses contributions à la vie socio-politique de l’Azerbaïdjan.

## Controverses
Des articles d'investigation ont indiqué que l’affaire de la tentative d’assassinat pourrait être liée à des conflits d’influence et d’intérêts économiques autour de la famille Valiyev, très présente sur le plan des affaires à Ganja, Yevlakh et au-delà.